# ديكسي ووكر (لاعب كرة قاعدة)
ديكسي ووكر (بالإنجليزية: Dixie Walker)‏ هو لاعب كرة قاعدة أمريكي، ولد في 1 يونيو 1887 في Brownsville, Pennsylvania ‏ في الولايات المتحدة، وتوفي في 14 نوفمبر 1965 في ليدز في الولايات المتحدة.

## وصلات خارجية
- ديكسي ووكر (لاعب كرة قاعدة) على موقعبيزبول رفرنس.كوم (الدوري الرئيسي) (الإنجليزية)
- ديكسي ووكر (لاعب كرة قاعدة) على موقعبيزبول رفرنس.كوم (الدوري الثانوي) (الإنجليزية)
- ديكسي ووكر (لاعب كرة قاعدة) على موقع جمعية أبحاث البيسبول الأمريكية (الإنجليزية)